# Андерсон, Томас (ботаник)
То́мас А́ндерсон (англ. Thomas Anderson; 1832—1870) — шотландский ботаник, специалист по флоре семейства Акантовые.

## Биография
Томас Андерсон родился в Эдинбурге 26 февраля 1832 года. Учился в Эдинбургском университете, в 1853 году окончил его со степенью доктора медицины. В 1854 году записался в Бенгальскую медицинскую службу и отправился в Калькутту. Во время Восстания сипаев находился в Дели, в 1858 году вернулся в Калькутту. В 1859 году из-за болезни на несколько месяцев вернулся в Англию, где издал книгу Flora adenensis, однако в 1860 году вновь прибыл в Калькутту. Вскоре он был назначен руководителем Ботанического сада, сменив в этой должности Томаса Томсона.
Андерсон интродуцировал в Индию ипекакуану и хинное дерево, он издал множество статей по культивированию последнего. В 1864 году Андерсон основал Департамент лесничества, однако через два года был вынужден покинуть его. В 1868 году он из-за болезни вновь вернулся в Англию, однако вылечился и начал обработку гербарных образцов, привезённых из Индии, для издания монографии, которую он окончить не успел. 26 октября 1870 года Томас Андерсон скончался от болезни печени.

## Эпонимы
В честь Андерсона назван род растений Thomandersia.

## Некоторые научные работы
- Anderson, T. (1860). Flora adenensis. 47 p.